# Организованная преступная группа
Организованная преступная группа (или группировка), ОПГ — устойчивая группа лиц, заранее объединившихся для совершения одного или нескольких преступлений. Организованная преступная группа выступает в качестве одной из форм соучастия.
Группа создаётся до совершения этих преступлений путём предварительного сговора её участников, который может предполагать как направленность на совершение конкретных деяний, так и ориентацию на общее направление преступной деятельности.

## Устойчивость как признак группы
Устойчивость представляет собой особый вид субъективной связи, характеризующийся повышенной прочностью; устойчивая группа является более сплочённой, более опасной, чем неустойчивая. Устойчивость может быть основана на ранее имевшихся у участников группы прочных личных и служебных связей, на их криминальном профессионализме; показателями устойчивости могут служить длительность или многоэпизодность преступной деятельности, наличие у группы технических средств совершения преступления, тщательная подготовка к совершению преступления с распределением ролей между соучастниками.
Организованная группа может создаваться и для совершения одного преступления, если необходимо особо тщательное планирование и подготовка совершения деяния. При этом указывается, что в таких случаях чёткая граница между организованной группой и группой лиц, действующих по предварительному сговору, отсутствует.

## Криминологические признаки организованной группы
Криминологами в качестве признаков организованной группы называются выработка в группе норм поведения, ценностных ориентиров, выполнение отдельным участником роли лидера, наличие иерархии и распределения социальных ролей и так далее.

## Квалификация преступления, совершённого организованной группой
Судебной практикой в случаях, когда преступление совершается организованной группой, все участники организованной группы признаются соисполнителями преступления независимо от того, принимали ли они непосредственное участие в совершении преступления. Если же лицо не является членом организованной группы, но оказывает содействие в осуществлении ей преступлений, оно может быть признано пособником, подстрекателем или организатором данного преступления. Исключением являются случаи, когда совершаемое преступление требует наличия специального субъекта, а соответствующими признаками обладают не все члены группы. В таком случае исполнителями являются лица, обладающие признаками специального субъекта, а все остальные рассматриваются в качестве организаторов, подстрекателей и пособников.
Помимо этого, создание организованной преступной группы в определённых случаях само по себе может рассматриваться как уголовно наказуемое деяние, независимо от того, успела ли группа совершить хотя бы одно преступление. Например, по Уголовному кодексу РФ создание вооружённой организованной преступной группы рассматривается как бандитизм (ст. 209 УК РФ).
14 февраля 2019 года Владимир Путин внес в Госдуму законопроект об ужесточении ответственности за создание ОПГ и участие в ней. Согласно инициативе главы государства, создание или руководство ОПГ будет караться лишением свободы на срок от 12 до 20 лет (также предусматривается штраф в размере до пяти миллионов рублей).
В проекте отдельно отмечено, что УК РФ предложено дополнить новой статьей 210.1 «Занятие высшего положения в преступной иерархии». При этом за преступления, которое совершило лицо высшего положения в преступной иерархии, предусмотрено наказание в виде лишения свободы вплоть до пожизненного. Законопроект был принят Государственной Думой 14 марта 2019 года и одобрен Советом Федерации 27 марта 2019 года. Федеральный закон № 46-ФЗ «О внесении изменений в Уголовный кодекс Российской Федерации и Уголовно-процессуальный кодекс Российской Федерации в части противодействия организованной преступности» подписал Владимир Путин.

## Организованное преступное сообщество
Организованное преступное сообщество (ОПС) — по большому счёту, наивысший уровень развития ОПГ, поэтому во многих странах со временем термин «ОПГ» уступил место термину «ОПС». В России это произошло приблизительно в начале 2000-х годов.